# Kommissionen Thorn
Kommissionen Thorn var den EU-kommission som var i tjänst mellan 6 januari 1981 och 5 januari 1985. Den bestod av en ordförande, Gaston Thorn, och sexton andra kommissionärer. Den efterträdde kommissionen Jenkins och ersattes 1985 av kommissionen Delors.

## Ordförande
Gaston Thorn utsågs till ordförande för en tvåårsperiod i samband med att kommissionen utsågs. Efter två år förlängdes hans mandatperiod för ytterligare en tvåårsperiod, alltså för återstoden av kommissionens mandatperiod. Även vice ordförandena utsågs för två år i taget. Edgard Pisani utsågs till vice ordförande den 12 november 1984, men lämnade kommissionen kort därefter. Richard Burke utsågs till vice ordförande den 17 december 1984 i hans ställe.

## Kommissionsledamöter
Poul Dalsager, Edgar Pisani och Richard Burke utsågs till kommissionsledamöter den 20 januari 1981, den 26 maj 1981 respektive den 1 april 1982.
| Ordförande                                              |  | Gaston Thorn           | Liberal     | Luxemburg      |  |  |  |  |  |  |
| Personal, administration och statistik                  |  | Richard Burke          | Konservativ | Irland         |  |  |  |  |  |  |
| Utrikesrelationer inkl. kärnkraftsfrågor                |  | Wilhelm Haferkamp      | Socialist   | Tyskland       |  |  |  |  |  |  |
| Budget och skatter samt vice ordförande                 |  | Christopher Tugendhat  | Konservativ | Storbritannien |  |  |  |  |  |  |
| Industri och energi                                     |  | Étienne Davignon       | Konservativ | Belgien        |  |  |  |  |  |  |
| Medelhavet, utvidgning och information                  |  | Lorenzo Natali         | Konservativ | Italien        |  |  |  |  |  |  |
| Ekonomiska och finansiella frågor samt vice ordförande  |  | François-Xavier Ortoli | Konservativ | Frankrike      |  |  |  |  |  |  |
| Regionalpolitik                                         |  | Antonio Giolitti       | Socialist   | Italien        |  |  |  |  |  |  |
| Utveckling och tillväxt                                 |  | Claude Cheysson1)      | Socialist   | Frankrike      |  |  |  |  |  |  |
| Jordbruk och fiskeri                                    |  | Finn Olav Gundelach    | Socialist   | Danmark        |  |  |  |  |  |  |
| Jordbruk                                                |  | Poul Dalsager          | Socialist   | Danmark        |  |  |  |  |  |  |
| Utveckling                                              |  | Edgard Pisani          | Socialist   | Frankrike      |  |  |  |  |  |  |
| Inre marknaden, tullunionen, miljö, konsumentskydd etc. |  | Karl-Heinz Narjes      | Konservativ | Tyskland       |  |  |  |  |  |  |
| Transport, fiskeri och turism                           |  | Giorgios Contogeorgis  | Konservativ | Grekland       |  |  |  |  |  |  |
| Personal, administration och statistik                  |  | Michael O'Kennedy      | Konservativ | Irland         |  |  |  |  |  |  |
| Arbets- och socialfrågor                                |  | Ivor Richard           | Socialist   | Storbritannien |  |  |  |  |  |  |
| Konkurrens och relationer med Europaparlamentet         |  | Frans Andriessen       | Konservativ | Nederländerna  |  |  |  |  |  |  |

1) Cheysson lämnade sin post som kommissionär 1981, då han istället blev fransk utrikesminister. Cheysson återkom som kommissionär i kommissionen Delors I.

### Summering: Politisk tillhörighet
| politisk tillhörighet | antal kommissionärer |
| --------------------- | -------------------- |
| Konservativ           | 9                    |
| Liberal               | 1                    |
| Socialist             | 7                    |